# Дуа Липа
Дуа Липа (енгл. Dua Lipa; Лондон, 22. август 1995) британска је певачица, текстописац и глумица, пореклом са Косова и Метохије. Препознатљива је по својој диско-поп музици, захваљујући којој је добила позитивне критике и стекла медијску пажњу. Добитница је бројних признања, међу којима седам награда Брит и три награде Греми. Организаторка је музичког фестивала Sunny Hill у Приштини.
Након што је претходно радила као манекенка, током 2014. потписала је уговор са дискографском кућом Warner Bros. Records, док је 2017. објавила свој дебитантски албум Dua Lipa. Албум је заузео треће место на топ-листи UK Albums Chart и изнедрио осам синглова, укључујући „Be the One”, „IDGAF” и „New Rules” који се нашао на првом месту у Уједињеном Краљевству и шестом месту у САД. Албум је добио платинасти сертификат у неколико држава широм света, док је 2018. године Липа освојила награду Брит за најбољу британску соло уметницу и најбољег британског дебитанта.
Године 2018. објавила је сингл „One Kiss” који је заузео прво место у Уједињеном Краљевству и постао најдуговечнији сингл женског извођача на првом месту те године, док јој је 2019. донео награду Брит за најбољи британски сингл. Године 2019. освојила је награду Греми за најбољег новог извођача, као и награду за најбољу денс песму за „Electricity”. Касније исте године објавила је „Don't Start Now” као водећи сингл са свог другог студијског албума, Future Nostalgia (2020). Сингл се нашао на другом месту у Уједињеном Краљевству и САД, док је истовремено била комерцијално најуспешнија песма женског извођача 2020. године. Синглови „Levitating”, „Physical” и „Break My Heart” такође су се нашли на првих десет места, док је „Levitating” заузео прво место на америчкој годишњој топ-листи 2021. Године 2024. издала је трећи студијски албум Radical Optimism, који је изнедрио синглове „Houdini”, „Training Season” и „Illusion”.
Поред музике, глумила је у филмовима Барби (2023) и Аргајл: Супершпијун (2024). Албум Future Nostalgia добио је позитивне критике, а номинован је за шест награда Греми — укључујући награду за албум године, плочу године и песму године — и постао њен први албум на врху топ-листе у Уједињеном Краљевству. Године 2021. такође је освојила награду за најбољег женског извођача и најбољи албум године на додели награда Брит. Добила је мноштво других признања, а нашла се и на топ-листи Time 100 Next (2021).

## Детињство и младост
Рођена је 22. августа 1995. године у Лондону. Најстарије је дете Анесе (девојачко Реџа) и Дукађина Липе, Албанаца исламске вероисповести из Приштине. Има бошњачког порекла преко бабе с мајчине стране.
Преци су јој из Пећи, града на Косову и Метохији. Деде и са мајчине и очеве стране били су историчари. Има сестру Рину и брата Ђина. На Липу је музички утицао њен отац, који је био певач и гитариста рок групе Oda. Активно се бавио музиком након што се породица преселила у Лондон, а најчешће би свирао сопствене композиције и песме извођача као што су Дејвид Боуи, Боб Дилан, Radiohead, Стинг, The Police и Stereophonics. Почела је да пева са пет година.
Одрасла је у Западном Вемпстеду, делу града Лондона. Похађала је Основну школу „Фицџонс”, где је научила да свира виолончело. Када је била на аудицији за школски хор, наставница јој је рекла да „не уме да пева”. Од девете године је викендом похађала часове певања у Позоришној школи „Силвија Јанг”. Након што је 2008. године Република Косово једнострано прогласила независност од Србије, преселила се са својом породицом у Приштину. Тамо је похађала Школу „Трећи миленијум”, усавршила албански језик и почела да размишља о музичкој каријери.
У Лондон се вратила са 15 година. Стекла је диплому Школе „Парламент Хил”, а затим поново уписала Позоришну школу „Силвија Јанг”. Објавила је неколико песама за SoundCloud и YouTube. Потом је снимила обраде песама „If I Ain't Got You” Алише Киз и „Beautiful” Кристине Агилере које је касније објавила за YouTube. Радила је као манекенка за Topshop, а затим потписала уговор са агенцијом за манекенство која јој је помогла да 2013. године добије улогу „певачице” у реклами за музичко такмичење The X Factor, док је за потребе рекламе обрадила песму „Lost in Music” (1979). Након тога је пронашла продуцента и менаџера.

## Каријера

### 2013—2018: Почетак каријере и
Године 2013. потписала је уговор са предузећем Бена Мосона и Еда Милета — Tap Management, док је истовремено радила као конобарица у коктел-бару. Липу је са Мосоном упознао њен адвокат, који ју је обесхрабрио да потпише још један издавачки уговор који јој је понуђен. Након тога, понудили су јој месечну плату како би напустила посао и усредсредила се на снимање музике. Током једне од сесија, написала је песму „Hotter than Hell”, након чега је 2014. године потписала уговор са дискографском кућом Warner Bros. Records. Милет је касније изјавио: „Дуа је била заиста паметна — потписала је за Warner Bros. делимично зато што нису имали великог женског поп извођача који им је био потребан. Заиста су је желели, тако да је од првог дана имала фокус читавог тима.” У августу 2015. објавила је свој први сингл „”, у продукцији Емила Хејнија и Ендруа Вајата. Други сингл, „”, објавила је у октобру 2015. године, а остварио је успех у Европи, достигавши прво место у Белгији, Пољској и Словачкој, док се такође нашао међу првих десет места у преко једанаест европских територија. У Аустралији и на Новом Зеланду, песма је остварила успех преко радија, достигавши шесто односно 20. место. У новембру 2015. била је један од извођача емисије Sound of... 2016. У јануару 2016. започела је своју прву турнеју у Уједињеном Краљевству и Европи, а завршила је у новембру 2016.

Видели смо извођаче који би могли да направе солидне песме након 10 сесија писања; са Дуом, сваки пета или четврта сесија је луда. То су приметили и други људи, јер је њена личност тако привлачна и невероватно харизматична. Она дефинитивно има нешто посебно.

—Бен Мосон
Липа је 18. фебруара 2016. објавила свој трећи сингл, „Last Dance”, а затим 6. маја и „Hotter than Hell”. Потоњи је био изузетно успешан, посебно у Уједињеном Краљевству где се нашао на 15. месту. Свој пети сингл, „”, објавила је 26. августа, а достигао је 30. место у Уједињеном Краљевству. Постала је њена прва песма на америчкој топ-листи Billboard Hot 100, дебитујући на 72. месту. Такође се нашла на врху топ-листе , док је достигла 23. место на топ-листи . У новембру 2016. објавила је сарадњу са Шоном Полом на његовом синглу „”, који је достигао десето место у Уједињеном Краљевству. Следећег месеца приказан је документарни филм о њој, под називом . У јануару 2017. освојила је награду ЕББА по избору публике и објавила сингл „”, у сарадњи са Мартином Гариксом, који је достигао 14. место у Уједињеном Краљевству. У мају 2017. наступила је на годишњици индонежанског телевизијског канала SCTV где је освојила награду за младог и перспективног међународног извођача.
Дана 2. јуна 2017. објавила је свој дебитантски студијски албум, Dua Lipa. Шести сингл с албума, „New Rules”, објављен следећег месеца, постао је њен први сингл на пром месту у Уједињеном Краљевству, чиме је постала први женски соло извођач који је достигао врх у овој држави од Аделине песме „Hello” из 2015. Њен је најпродаванији сингл до данас, а песма се такође нашла на првих десет места у другим државама, као и на другом месту у Аустралији, шестом у САД и седамом у Канади. У јуну је наступила на Гластонбери фестивалу. Следећег месеца наступила је на индонежанском фестивалу We The Fest у Џакарти. У октобру је наступила у емисији Вече са Џулсом Холандом. У децембру ју је Spotify прогласио за жену са највећим бројем стримованх песама током 2017. године у Уједињеном Краљевству. Четири њена сингла су доспела до топ-листе 10 најбољих песама у Уједињеном Краљевству 2017: „Be the One”, „New Rules”, „No Lie” и „Bridge over Troubled Water” — добротворни сингл за породице жртава пожара у Лондону. У јануару 2018. номинована је у пет категорија на додели награда Брит, а тиме је била извођач с највише номинација те године. Била је номинована за награду за најбољи британски албум године, најбољи британски сингл године и најбољи британски спот године за „New Rules”, а освојила је награду за најбољу британску соло уметницу и најбољег британског дебитанта. Ово је био први пут да је женски извођач добио пет номинација.
Наступила је на додели награда Брит одржаној 21. фебруара у арени О2 у Лондону. У фебруару 2018. објавила је „High” за саундтрек филма Педесет нијанси — Ослобођени, а на којој јој је помогао ди-џеј Whethan. У марту 2018. почела је да ради на материјалу за свој други студијски албум. Липа и Калвин Харис су 6. априла објавили сингл „”, који се 20. априла нашао на врху топ-листе UK Singles Chart, чиме је постао њен други сингл на првом месту ове топ-листе. Сингл је постао најпродаванија песма 2018. године у Уједињеном Краљевству, а био је на врху топ-листе осам узастопних седмица. Наступила је на церемонији отварања финала УЕФА Лиге шампиона 2018. која је одржана 26. маја у Кијеву. Тада је најављено да ће објавити неколико сарадњи са другим извођачима у току 2018, као што је она са новоформираним дуом Silk City. Марк Ронсон је касније открио да песма носи назив „”. Објављена је 9. септембра. Такође је објавила песму „If Only” са Андреом Бочелијем, која се нашла на његовом шеснаестом студијском албуму, Sì.
У септембру је наступила на Великој награди у Сингапуру. Истог месеца рекламирала је I-Pace, нови електрични аутомобил британског произвођача Jaguar. Након тога, Jaguar је објавио ремикс њене песме „Want To” и покренуо сервис где су обожаваоци могли да креирају сопствену верзију песме преко веб-сајта Join the Pace, на основу сопственог понашања у вожњи или музике коју слушају, те га поделе на друштвеним медијима. Према речима њеног тима, Jaguar и Липа су поставили светски рекорд за „највише ремиксовану песму икада”. У октобру је објавила Dua Lipa: The Complete Edition, продужену верзију свог деби албума са три додатне песме, укључујући поменуту „Want To”, уз претходне сарадње са другим извођачима. Албум такође садржи песму „Kiss and Make Up” са јужнокорејском девојачком групом Blackpink.

### 2019—2022:
У јануару 2019. објавила је сингл „Swan Song” који се део саундтрека филма Алита: Борбени анђео. Истог месеца је изјавила да се претходних годину дана посветила писању песама за свој други студијски албум. Прокоментарисала је да ће звук албума бити „носталгична” поп плоча која „подсећа као час плеса”. У августу 2019. удружила се са брендом Yves Saint Laurent како би подржала њихов парфем, Libre.
Након што је објавила водећи сингл с албума „Don't Start Now”, у децембру 2019. открила је назив албума, Future Nostalgia, као и турнеју. „” заузео је друго место у Уједињеном Краљевству и САД. Такође је био на првом месту на америчкој топ-листи . Сингл „Physical” претходио је објављивању албума. Објављен је 30. јануара 2020, а музички спот за песму дан касније. Заузео је 60. место на америчкој топ-листи . Албум је објављен 27. марта, а добио је изузетно позитивне критике, док је Липа 25. марта објавила и трећи сингл с албума, „Break My Heart”. Албум је дебитовао на другом месту британске топ-листе UK Albums Chart, продавши 5.550 копија мање од албума Calm групе 5 Seconds of Summer. Држи рекорд по најнижој продаји у току једне седмице док је био на врху топ-листе. У време објављивања албума, Липа је постала први британски женски извођач после Вере Лин који је имао три сингла међу првих десет места у једној календарској години, док је Линова имала три 1952. године. Липа је касније надмашила овај рекорд са синглом „Levitating”, који је такође достигао врхунац међу првих десет места на топ-листи Billboard Hot 100, поставши њена трећа песма међу првих десет места у САД. Музички спот за „Physical” добио је номинацију на Берлинским наградама за музички спот 2020. године. Уметнички редитељ музичког спота је Ана Коломер Ноге.
Дана 11. августа 2020. именована је за глобалног амбасадора француског произвођача минералне воде Evian. Ту вест је поделила преко друштвених медија, где је изјавила да јој је „била част” радити са овим брендом. Липа је 13. августа објавила ремикс песме „Levitating” са америчким певачицама Мадоном и Миси Елиот. Послужио је као водећи сингл с албума Club Future Nostalgia, ремикс-колекције песама с албума Future Nostalgia које су направили The Blessed Madonna и Марк Ронсон, објављен 28. августа. Дана 2. октобра 2020. објавила је други ремикс песме „Levitating” у којој јој се придружио амерички репер DaBaby; истог дана је објавила и пропратни спот. Дана 14. октобра 2020. Липа и белгијска певачица Ангел примећене су да снимају музички спот. Касније у току месеца, певачице су најавиле своју сарадњу, „Fever”, која је објављена 30. октобра 2020. Песма је додата у реиздање албума Future Nostalgia у Француској. Сарађивала је с Мајли Сајрус на синглу „”, који је објављен 19. новембра 2020. заједно са музичким спотом. У новембру је најављено да ће бити музички гост 19. децембра у емисији Уживо суботом увече. Наступила је 27. новембра на веб-концерту под називом Studio 2054, где је извела разне песме с албума Future Nostalgia, нову необјављену песму са певачицом FKA Twigs, као и неке претходне синглове, као што су: „New Rules”, „One Kiss” и „Electricity”. На догађају су били многи специјални гости попут The Blessed Madonna, Ангел, Кајли Миног и Елтона Џона, између осталих. Spotify је известио да је Future Nostalgia био албум женског извођача с највећим бројем стримова током 2020. године.
Дана 11. фебруара 2021. објавила је сингл под називом „We're Good”, заједно са албумом Future Nostalgia: The Moonlight Edition. Такође је 4. јуна објавила песму „Can They Hear Us” која је била део саундтрека филма Гули. Поново је сарађивала са Елтоном Џоном на песми „Cold Heart (Pnau remix)”, објављеној 13. августа 2021. као водећи сингл с његовог студијског албума . Сингл је 15. октобра заузео прво место у Уједињеном Краљевству, поставши њена трећа песма која је остварила овај подвиг. У фебруару 2022. покренула је лајфлстајл блог под називом Service95, као и пратећи подкаст Dua Lipa: At Your Service.
Извор близак овом питању је 18. фебруара 2022. потврдио за Variety да се Дуа Липа разишла са својим дугогодишњим менаџерским тимом, Беном Мосоном и Едом Милетом. Супротно другим извештајима, инсајдер тврди да се певачица тренутно не састаје са другим менаџерским фирмама, али да ће то учинити у будућности.
Липа и Megan Thee Stallion су 11. марта 2022. објавиле песму „Sweetest Pie” уз пратећи музички спот. Песма означава њихову прву сарадњу, а такође је и водећи сингл с Меганиног другог студијског албума, . Липа је 27. маја објавила сарадњу са Калвином Харисом и репером Young Thug на синглу „”, који је послужио као водећи сингл са Харисовог шестог студијског албума, Funk Wav Bounces Vol. 2. Друга је сарадња између Хариса и Липе након њиховог сингла „One Kiss” из 2018. године.

### 2023—данас: Глума и
Дана 26. маја 2023. издала је песму „Dance the Night” као водећи сингл са саундтрека филма Барби. Такође се појавила у филму, улогом Барби сирене. У новембру 2023. стекла је пуно власништво над свим својим песмама, музиком и издавачким правима, у новом уговору који је склопила са својим бившим музичким издавачем, Tap Music. Глумачку каријеру наставила је улогом у филму Аргајл: Супершпијун.
Дана 1. новембра 2023. најавила је нови сингл „”, који је објављен 9. новембра 2023. Изјавила је да је „Houdini” водећи сингл са њеног трећег студијског албума. Дана 25. јануара 2024. највила је сингл „”, који је потом објавила 15. фебруара као други сингл са свог трећег албума. Албум, под називом Radical Optimism, званично је најављен 13. марта 2024, а издат 3. маја 2024.
У марту 2024. најавила је да кратку турнеју по европским аренама у јуну исте године. Између осталих, наступала је и у Амфитеатару у Пули где се публици обратила на српском језику. У јуну је била главни извођач на Гластонбери фестивалу 2024, затварајући фестивалску бину 28. јуна. Дана 18. марта 2024. најавила турнеју Radical Optimism, како би додано испромовисала албум. У октобру је наступила у Ројал Алберт холу у Лондону, где је певала своје највеће хитове и песме са свог новог студијског албума. Ремикс песме „These Walls” са белгијским певачем Пјером де Мером објављен је 9. новембра 2024. као четврти сингл са албума . У новембру је најавила свој први албум уживо под називом Dua Lipa Live from the Royal Albert Hall за 6. децембар.

## У медијима

### Политички ставови и агитовање
Изјашњава се као феминисткиња. Отворено је говорила против сексизма у музичкој индустрији, користећи друштвене медије како би подигла свест о проблемима жена. Залаже се за равноправност припадника ЛГБТ+ заједнице. Дана 12. фебруара 2018. године, док је изводила своју песму „Be the One” у Лос Анђелесу, подигла је заставу дугиних боја. На црвеном тепиху поводом доделе награда Брит 2018. године, носила је хаљину у знак подршке покрету Time's Up. Поред тога, на истом догађају, у свом говору је изјавила да је одушевљена што су „жене присутне на сцени” и што је све више „жена које освајају награде”. Објаснила је да њена перцепција феминизма није мизандрија, већ жеља за једнаким правима.
У септембру 2018. поједине обожаваоце је уклонило обезбеђење са њеног концерта у Шангају због наводног махања заставама дугиних боја, упркос томе што је хомосексуалност декриминализована у Кини још 1997. године. Она је на након тога изјавила да је „поносна” и „захвална” људима који су показали свој понос на концерту. Учествовала је у кратком филму под називом „Глобални феминизам”, који је режирао Круг Ени Ленокс док је реализацију помогао Apple Music, а приказан је 7. марта 2019. уочи Међународног дана жена. Намењен је подизању свести о мизогинији, силовању и насиљу над женама. У априлу 2019. подржала је права ЛГБТ особа у Брунеју, позивајући на бојкот против хотелских интереса тадашњег султана Брунеја Хасанала Болкијаха, након што је у ступио на снагу тамошњи кривични Закон који кажњава хомосексуалност смрћу. Током свечаности Billboard Women in Music, искористила је свој говор поводом добијања награде Пауерхаус како би истакла да жене „још увек морају много да ураде за једнакост”, у којем се такође жалила на „недостатак разноликости” међу извођачима на топ-листи Billboard Hot 100 и затражила охрабрење „свим младим девојкама да буду моћнице будућности”.
У јулу 2020. подржала је кампању под називом „Let the Music Play” у којој је потписала отворено писмо упућено тадашњем министру за културу Оливеру Даудену, позивајући на материјалну помоћ Владе Уједињеног Краљевства особама којима је онемогућено да одрже наступе уживо због пандемије ковида 19. Дана 18. јула 2020. поделила је објаву преко своје Instagram приче у којој објашњава „зашто Косово није и никада неће бити Србија”, позивајући пратиоце да потпишу петицију којом се Apple позива да дода Републику Косово као независну државу у оквиру своје апликације Apple Maps. Следећег дана објавила је на својим друштвеним медијима слику транспарента са иредентистичком мапом Велике Албаније коју чине делови Албаније, Србије, Грчке и Северне Македоније као једне нације уз реч „аутохтони народ”. Пошто се транспарент обично повезује са екстремним албанским национализмом, добила је негативне коментаре на друштвеним медијима где је оптужена за етнички национализам и фашизам. Касније је изјавила да су њену објаву „погрешно протумачили” људи који промовишу етнички сепаратизам, идеологију коју она „нипошто не прихвата”. У августу је позвала своје пратиоце да гласају против Доналда Трампа на председничким изборима у САД 2020.
Након што је подржала и водила кампању за америчког сенатора Бернија Сандерса на изборима Демократске странке 2020. године, изразила је подршку Џоу Бајдену да постане председник САД на виртуелној свечаности намењеној Албанцима у САД, тврдећи да Албанци у Србији „дугују” подршку Бајдену јер је био против „масакра и етничког чишћења Албанаца” тиме што је подржавао НАТО бомбардовање СРЈ. У јануару 2021. објавила је позив својим пратиоцима да гласају на парламентарним изборима на Косову 2021.
У мају 2021. године, након што је изразила солидарност за смрт невиних палестинских цивила због израелско-палестинског конфликта, критиковала је The New York Times због објављивања вести која ју је, заједно са Белом и Џиџи Хадид, окарактерисала као антисемитку.
У јулу 2021. преко своје Sunny Hill Foundation, придружила се иницијативи коју је покренула општина Тирана под називом „Adopt a Kindergarten”. Циљ пројекта је била реконструкција обданишта која је тешко оштећена у земљотресу у Албанији 2019. Овим поводом је изјавила: „Обданиште ће бити изузетн лепо, а ја сам веома поносна што је Sunny Hill Foundation део читавог пројекта. Хајде да се усмеримо ка бољим стварима за нашу земљу. Веома сам поносна што сам Албанка.” Обданиште је завршено у октобру 2021. године, а носи назив „”.

### Филантропија
Заједно са својим оцем Дукађином, 2016. године основала је Sunny Hill Foundation како би прикупила средства за помоћ људима на Косову и Метохији који се суочавају са финансијским потешкоћама. У августу 2018. организовала је фестивал за прикупљање новца за ту фондацију, под називом Sunny Hill Festival. Тадашњи градоначелник Приштине Шпенд Ахмети доделио јој је кључ града Приштине. Она је од тада сваке године један од главних извођача на фестивалу, док је 2019. године Мајли Сајрус такође била део извођачке поставе.

## Приватни живот
Добила је име по предлогу своје бабе, а оно значи „љубав” на албанском језику. Године 2018. водитељка Венди Вилијамс није умела правилно да изговори њено име, те је назвала Дула Пип. Липа је позитивно реаговала на надимак.
Њен матерњи језик је албански, док такође говори и енглески са британским акцентом. Упркос томе, течно говори свој матерњи језик и описала је свој „двоструки идентитет” као своју „снагу”. Изјавила је да навија за Ливерпул.
Године 2013. ступила је везу са Ајзаком Каруом, а раскинули су у фебруару 2017. Између августа 2017. и јануара 2018. излазила је с тадашњим главним вокалистом америчке групе LANY, Полом Клајном. Затим је од јануара 2018. до јуна 2019. поново била у вези с Каруом. Дана 14. јуна 2019. ушла је у везу с америчким манекеном Анваром Хадидом, братом Беле и Џиџи Хадид. Раскинули су у децембру 2021. године. Од јануара 2024. у вези је с глумцем Калумом Тарнером.

## Дискографија
- Dua Lipa (2017)
- Future Nostalgia (2020)
- (2024)

### Спотови
| Спот | Година | Редитељ                      |
| ---- | ------ | ---------------------------- |
| „”   | 2015.  | Никол Нодланд                |
| „”   | 2015.  | Никол Нодланд                |
| „”   | 2016.  | Џон Бруер Ијан Блер          |
| „”   | 2016.  | Емил Нава                    |
| „”   | 2016.  | Кинга Бурза                  |
| „”   | 2016.  | Данијел Кауфман              |
| „”   | 2016.  | Вики Лотон                   |
| „”   | 2017.  | Тим Накаши                   |
| „”   | 2017.  | Блејк Клариџ                 |
| „”   | 2017.  | Џејк Џелисич                 |
| „”   | 2017.  | Хенри Шолфилд                |
| „”   | 2017.  | Хенри Шолфилд                |
| „”   | 2017.  |                              |
| „”   | 2018.  | Хенри Шолфилд                |
| „”   | 2018.  | Емил Нава                    |
| „”   | 2018.  |                              |
| „”   | 2018.  | Гаетано Морбиоли             |
| „”   | 2019.  | Флорија Сигисмонди           |
| „”   | 2019.  | Набил Елдеркин               |
| „”   | 2020.  |                              |
| „”   | 2020.  | Хенри Шолфилд                |
| „”   | 2020.  | Лиша Тан                     |
| „”   | 2020.  |                              |
| „”   | 2020.  | Вил Купер                    |
| „”   | 2020.  | Ворен Фу                     |
| „”   | 2020.  |                              |
| „”   | 2020.  | Алана О’Херлихи Мајли Сајрус |
| „”   | 2021.  | Ванја Хејман Гал Магија      |
| „”   | 2021.  |                              |
| „”   | 2021.  | Набил Елдеркин               |
| „”   | 2021.  | Раман Ђафари                 |
| „”   | 2022.  | Дејв Мајерс                  |
| „”   | 2022.  | Емил Нава                    |

## Филмографија
| Година | Српски назив        | Изворни назив | Улога        | Напомене |
| ------ | ------------------- | ------------- | ------------ | -------- |
| 2023.  | Барби               |               | сирена Барби |          |
| 2024.  | Аргајл: Супершпијун |               | Лагрејнџ     |          |

| Година      | Српски назив        | Изворни назив | Улога              | Напомена  |
| ----------- | ------------------- | ------------- | ------------------ | --------- |
| 2018; 2020. | Уживо суботом увече |               | себе, музички гост | 2 епизоде |

## Турнеје
- (2017—2018)
- (2022)
- (2024)